# La Sentiu de Sió
La Sentiu de Sió település Spanyolországban, Lleida tartományban. La Sentiu de Sió Balaguer, Camarasa, Bellcaire d’Urgell és Vallfogona de Balaguer községekkel határos. Lakosainak száma 455 fő (2024).

## Népesség
A település népessége az utóbbi években az alábbiak szerint változott:
| Lakosok száma | 50   | 745  | 744  | 502  | 472  | 512  | 471  | 462  | 414  | 455  |
|               | 1717 | 1940 | 1960 | 1981 | 2002 | 2008 | 2012 | 2016 | 2020 | 2024 |